# Xystochroma neglectum
Xystochroma neglectum là một loài bọ cánh cứng trong họ Cerambycidae.